# Jens Juul Holst
Jens Juul Holst (født 31. august 1945 i København) er en dansk læge og fysiolog. Han er kendt for at have opdaget og beskrevet tarmhormonet glukagon-lignende peptid-1 (GLP-1). Novo Nordisk udviklede i 2012 lægemidlet semaglutid som er en modificeret udgave af hormonet som bruges til behandling af patienter med type-2 diabetes og til behandling af patienter med svær overvægt.
Jens Juul Holst blev uddannet læge fra Københavns Universitet i 1970. Efter uddannelse i kirurgi og klinisk kemi på Bispebjerg Hospital blev han i 1975 stipendiat på Medicinsk Fysiologisk Institut ved Københavns Universitet, Panum Instituttet, hvor han i 1978 blev dr.med. med disputatsen Extrapancreatic glucagons. Derefter blev han adjunkt, lektor og forskningsrådsprofessor i 1991, og siden 1996 har han været professor ved instituttet, der nu hedder Biomedicinsk Institut.
I 2024 udgav Holst bogen Historien om GLP-1.

## Priser og hædersbevisninger
Jens Juul Holst har igennem sin karriere modtaget en række danske og udenlandske priser, blandt andre:
- Anders Jahres Prisen for Yngre Medicinske Forskere (Norge) i 1984
- Odd Fellow Ordenens Forskerpris i 1990
- Novo Nordisk Prisen i 1992
- Paul Langerhans Medalje fra Deutches Diabetes Gesellschaft i 2002
- Claude Bernard-prisen fra Det Europæiske Diabetesselskab (EASD)  i 2005
- Det Sundhedsvidenskabelige Fakultets KFJ-pris i 2009
- Marie og August Krogh Prisen i 2013
- Anders Jahres store Medicinske Pris (Norge) i 2013
- Eric K. Fernströms Nordiska Pris (Sverige) i 2015
- Warren Alpert Foundation Prize fra Harvard Medical School i 2020
- The Banting Medal for Scientific Achievement Award fra The American Diabetes Academy (ADA) i 2021

Jens Juul Holst er medlem af Det Kongelige Danske Videnskabernes Selskab og ridder af Dannebrogordenen.